# بيل 407
بيل 407 (بالإنجليزية: Bell 407)‏ هي مروحية متعددة الأغراض أنتجت في 1995 بالولايات المتحدة. من صناعة بيل للمروحيات. كان أول طيران لها في يونيو 29, 1995. دخلت الخدمة في 1996، ومازالت في الخدمة حتى الآن. صنع منها 1,082 طائرة.